# Tenet
Tenet là một bộ phim hành động - giật gân và khoa học viễn tưởng phát hành năm 2020 của Mỹ, do Christopher Nolan biên kịch kiêm đạo diễn. Với có sự tham gia của John David Washington, Robert Pattinson, Elizabeth Debicki, Dimple Kapadia, Michael Caine, cùng Kenneth Branagh, tác phẩm theo chân hai nhân vật được một tổ chức bí ẩn chiêu mộ, sử dụng cái gọi là “Tenet” ("Học thuyết") - được cho là “có thể mở ra những cửa đúng” và “vài cửa sai”, nhằm ngăn chặn Thế chiến III từ trước khi nó xảy ra. Nhưng thay vì du hành thời gian, phương pháp mà nó hoạt động là “nghịch đảo” những gì đã có.
Quá trình tuyển vai diễn ra vào tháng 3 năm 2019, và được ghi hình ở 7 quốc gia khác nhau: Đan Mạch, Estonia, Ấn Độ, Ý, Na Uy, Anh Quốc, Mỹ, bắt đầu từ tháng 5 năm 2019 và đóng máy vào tháng 11 cùng năm. Nhà quay phim Hoyte van Hoytema đã quay bộ phim trên định dạng 70 mm và IMAX.
Do ảnh hưởng của đại dịch COVID-19, nên ngày ra mắt của Tenet bị lùi đến 26 tháng 8 năm 2020 tại Anh Quốc, 27 tháng 8 tại Việt Nam và 3 tháng 9 tại Mỹ. Tác phẩm được phát hành dưới định dạng 35 mm, 70mm và IMAX.

## Nội dung
Mở đầu phim, Nhân vật chính (không có tên) - một đặc vụ CIA ngầm tham gia vào một chiến dịch của Nga nhằm chiếm một vật thể không xác định trong cuộc vây bắt khủng bố ở một nhà hát Opera tại thành phố Kyiv, Ukraine. Sau khi lấy được vật thể, Nhân vật chính gửi lại nó cho một nhóm lính khác và điều họ trốn thoát. Ngay sau đó, anh được một tay súng đeo mặt nạ cứu mạng. Bên phía người Nga, sau khi nhận ra mình đã bị lợi dụng, tra tấn Nhân vật chính. Anh nuốt một viên thuốc độc, tự sát nhằm bảo mật thông tin.
Sau khi thức dậy, Nhân vật chính nhận ra kia chỉ là viên thuốc giả, đồng đội của anh đã hi sinh và người Nga đã chiếm lấy vật thể kia. Anh gia nhập một tổ chức ngầm mang tên Tenet và biết về sự tồn tại của công nghệ đảo ngược thời gian. Nhân vật chính chiêu dụ đặc vụ Neil trong nỗ lực tìm ra nguồn gốc của viên đạn đảo ngược ở nhà hát Opera và đột nhập nhà của Priya, một tay buôn súng. Priya cho biết, bà ta chỉ bán đạn bình thường nhưng Andrei Sator - một kẻ buôn súng khác có khả năng liên lạc với tuơng lai đã dùng công nghệ để đảo ngược chúng.
Nhân vật chính tiếp cận Sator thông qua Kat - vợ của hắn. Sator hoàn toàn kiểm soát vợ mình do cô từng bán cho hắn một bức tranh giả. Để chiếm lòng tin của Kat, Nhân vật chính lên kế hoạch cướp bức tranh ở một cảng miễn thuế tại Oslo, Na Uy. Anh và Neil bị hai kẻ bịt mặt tấn công khi thực hiện nhiệm vụ. Nhân vật chính tham dự một bữa tiệc của Sator, nơi anh thỏa thuận sẽ giúp Sator lấy plutonium để đổi lại tự do cho Kat. Anh thực hiện thành công nhiệm vụ, nhưng nhận ra vật mình vừa lấy được lại giống với thứ ở nhà hát Opera. Sator và đàn em của hắn thực hiện cú tấn công "gọng kìm thời gian" - một nửa đi tới tuơng lai, nửa còn lại quay về quá khứ và cướp lại vật thể đó.
Kat tiết lộ rằng, Sator bị ung thư và muốn kéo cả nhân loại chết chung với hắn thông qua các vật thể không xác định kia - bao gồm 9 mảnh và khi hợp lại sẽ cho ra Thuật toán đảo ngược độ hỗn loạn (entropy) của thế giới. Sator quay trở về thời điểm hắn hạnh phúc nhất trong quá khứ nhằm chết một cách bình an và kích hoạt Thuật toán bằng một công tắc tự bật khi hắn qua đời. Nhân vật chính cùng Neil mở cuộc "gọng kìm thời gian" vào một thành phố bỏ hoang ở Xô Viết, nơi lưu giữ 9 mảnh của Thuật toán, cùng lúc Kat quay trở về quá khứ để kết liễu Sator trước khi Thuật toán được kích hoạt. Chiến dịch kết thúc thành công. Trước khi từ biệt, Neil tiết lộ rằng, chính Nhân vật chính là người tuyển Neil trong tương lai, cả hai là những người bạn lâu năm và tất cả những sự kiện đã xảy ra mới chỉ là nửa đầu của cả chiến dịch gọng kìm thời gian khổng lồ mà Nhân vật chính ở tương lai sắp đặt. Quay trở về London, nhân vật chính cứu mạng Kat khỏi tay Priya và nhận ra rằng, anh chính là người đứng đầu Tenet trong tương lai.

## Diễn viên
- John David Washington vai Nhân vật chính (The Protagonist)
- Robert Pattinson vai Neil, cộng sự của Nhân vật chính
- Elizabeth Debicki vai Katherine Barton (Kat), người thẩm định tranh ảnh và là người vợ bị ghẻ lạnh của Andrei Sator
- Dimple Kapadia vai Priya, tay buôn vũ khí Ấn Độ
- Michael Caine vai Michael Crosby, viên chức Tình báo Anh
- Kenneth Branagh vai Andrei Sator, tên tài phiệt người Nga
- Aaron Taylor-Johnson vai Ives, chỉ huy quân sự
- Clémence Poésy vai Barbara, nhà khoa học
- Himesh Patel vai Mahir, người dàn xếp
- Denzil Smith vai Sanjay Singh, chồng của Priya
- Martin Donovan vai Fay, sếp của Nhân vật chính tại CIA